# Jüdische Gemeinde Nancy

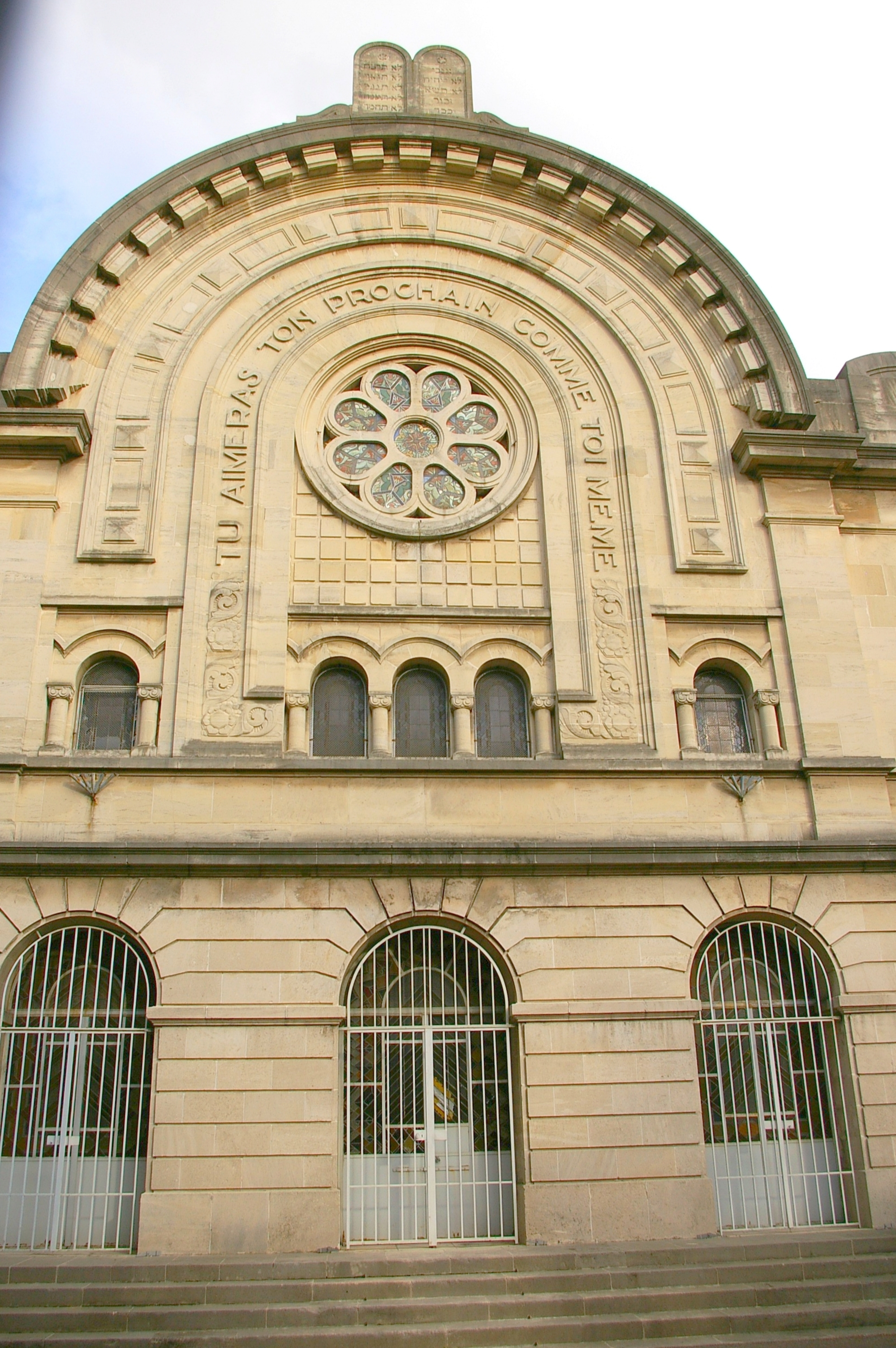
Synagoge in Nancy

Eine Jüdische Gemeinde in Nancy, einer französischen Stadt im Département Meurthe-et-Moselle in Lothringen, bestand bereits im Mittelalter. Die neuzeitliche jüdische Gemeinde entstand ab 1721.

## Geschichte
Für die Zeit um 1470 sind in Nancy ungefähr zehn jüdische Familien bezeugt. Während der Belagerung der Stadt durch Karl den Kühnen (1433–1477) im Jahr 1476 wurden die Juden aus der Stadt ausgewiesen. Im 16. Jahrhundert sind wiederum jüdische Familien überliefert, und erst 1721 wurde vier jüdischen Familien offiziell die Niederlassung in der Stadt erlaubt.
Im Jahr 1808 wurden in Nancy 759 jüdische Bewohner gezählt. Die jüdische Gemeinde in Nancy konnte sich wie überall in Frankreich erst im 19. Jahrhundert ungehindert entwickeln, und von den ländlichen Gemeinden zogen viele Juden zu, die dazu beitrugen, die neuen Industrien wie Weberei, Spinnerei, Schuhherstellung und die Stahlindustrie zu entwickeln. Das jüdische Wohnviertel befand sich in der Nähe der Synagoge, zwischen der Rue du Grand Rabbin Haguenauer und der Rue des Ponts.
Heute zählt die jüdische Gemeinde Nancy ungefähr 450 Familien.

## Nationalsozialistische Verfolgung
Auf Grund der rechtzeitigen Warnung durch französische Polizisten konnten 1942 ungefähr 300 Juden in Nancy der Verhaftung und Deportation durch die deutschen Besatzer entkommen.

## Synagoge für den polnischen Ritus
Die nach dem Ersten Weltkrieg zugezogenen polnischen Arbeiter, die in der Stahlindustrie Arbeit fanden, gründeten eine Vereinigung (Association cultuelle et culturelle israélite de Nancy de rite polonais) und errichteten in der 55, rue des Ponts einen Betsaal und ein kulturelles Zentrum, wo sie auch ihre traditionelle Sprache, das Jiddisch, pflegen konnten.

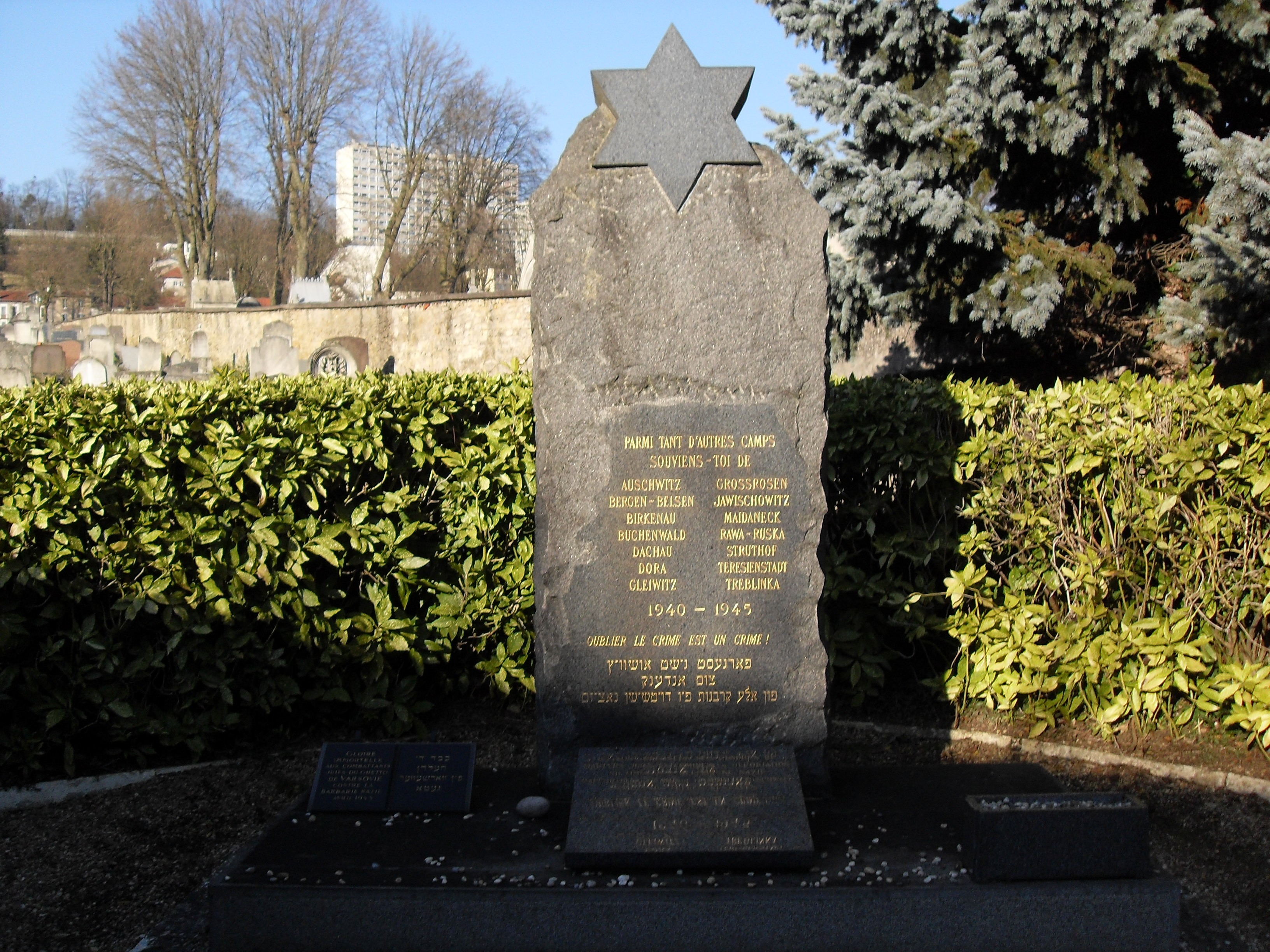
Denkmal an die Ermordeten während der Shoah auf dem jüdischen Friedhof von Nancy

## Friedhof
Auf dem Friedhof Préville, 1840 errichtet, befindet sich ein Bereich zur Bestattung der Toten jüdischen Glaubens. Der Friedhof liegt in der 2, avenue de Boufflers. Am Eingang des Friedhofs erinnert ein Denkmal an die 700 jüdischen Bürger, die dem Völkermord des nationalsozialistischen Regimes zum Opfer fielen.